# Guy and Madeline on a Park Bench
Guy and Madeline on a Park Bench is een Amerikaanse musicalfilm uit 2009. Het is de debuutfilm van regisseur en scenarioschrijver Damien Chazelle en filmcomponist Justin Hurwitz. De hoofdrollen worden vertolkt door Jason Palmer, Desirée García en Sandha Khin.

## Verhaal
De film speelt zich af in de stad Boston. Guy, een beloftevolle jazztrompettist, maakt na een korte periode een einde aan zijn romance met de introverte Madeline. Guy wordt immers verliefd op de meer zelfingenomen Elena, die hij op een overvol metrostel ontmoet.
Terwijl Guy aan een impulsieve romance met Elena begint en zich op zijn muzikale passie werpt, probeert Madeline haar leven over een andere boeg te gooien. Ze verandert van appartement, gaat aan de slag als serveerster en begint opnieuw te daten. Op een dag ontmoet ze in New York een oudere Fransman met wie het klikt. 
Guy begint vervolgens te twijfelen of hij wel de juiste keuze heeft gemaakt. Elena blijkt zijn passie voor muziek niet te delen en hij krijgt Madeline niet uit zijn hoofd. Hij probeert om zijn oude liefde terug te winnen, maar kan Madeline niet meteen vinden, tot ze elkaar op straat tegen het lijf lopen. De film laat in het midden of ze samen een toekomst hebben.

## Rolverdeling
| Acteur           | Personage |
| ---------------- | --------- |
| Jason Palmer     | Guy       |
| Desirée García   | Madeline  |
| Sandha Khin      | Elena     |
| Frank Garvin     | Frank     |
| Bernard Chazelle | Paul      |
| Anna Chazelle    | Laura     |
| Gonzalo Digenio  | John      |
| Andre Hayward    | Andre     |
| Alma Prelec      | Alma      |

## Productie
Damien Chazelle ontwikkelde het project aanvankelijk met enkele klasgenoten van Harvard University als zijn thesis. Vervolgens besloot hij de universiteit een poos te verlaten om de korte film te kunnen uitbouwen tot een langspeelfilm.
De cast van de film bestaat hoofdzakelijk uit niet-professionele acteurs, waaronder Chazelles vader Bernard en zus Anna. Chazelle had aanvankelijk een jazzdrummer op het oog als hoofdrolspeler. Tijdens een optreden van de drummer in Wally's Cafe in Boston ontdekte hij vervolgens trompettist en bandleider Jason Palmer, waarna hij besloot om Palmer de hoofdrol te geven. Chazelle nam de film, die 60.000 dollar kostte, zelf op in zwart-wit en op 16 mm. Justin Hurwitz, een kamergenoot van Chazelle aan Harvard, componeerde de muziek voor de film.
Chazelle omschreef de film als een hommage aan de Franse nouvelle vague, de cinéma vérité-stijl van John Cassavetes en de grootschalige musicals van MGM uit de jaren 1940. Volgens de regisseur bevat de film bewuste verwijzingen naar het werk van Éric Rohmer en Jacques Demy. Zo zijn de namen van de twee protagonisten een verwijzing naar Demy's romantische musicalfilm Les Parapluies de Cherbourg (1964).

## Release
Guy and Madeline on a Park Bench ging op 23 april 2009 in première op het Tribeca Film Festival in New York. In maart 2010 verwierf Variance Films de Amerikaanse distributierechten. Op 5 november 2010 werd de film in een select aantal Amerikaanse bioscopen uitgebracht. Een jaar later werd de film ook op dvd uitgebracht.

## Soundtrack
De muziek voor de film werd gecomponeerd door Justin Hurwitz. Damien Chazelle schreef de liedteksten. Volgens Hurwitz werd de soundtrack geïnspireerd door het werk van Michel Legrand, Georges Delerue en Jean Constantin. De muziek werd ingespeeld door het Bratislava Symphony Orchestra.
1. "Overture" — 02:48
2. "Cincinnati" (feat. Andre Hayward) — 02:02
3. "New Apartment" — 00:33
4. "Love In The Fall" (feat. Eli Gerstenlauer) — 04:28
5. "Boston" — 01:00
6. "It Happened At Dawn" (feat. Desirée García) — 02:23
7. "Keith" — 01:25
8. "Haircut" — 01:06
9. "New York" — 01:04
10. "Je Savais Pas" (feat. Damien Chazelle) — 02:34
11. "Boy in the Park" (feat. Desirée García) — 05:19
12. "Cincinnati Waltz" — 01:09
13. "Theme End Credits" — 02:12